# Cytoglobin
Cytoglobin‏ (Cytoglobin) هوَ بروتين يُشَفر بواسطة جين Cytoglobin في الإنسان.